# Нюландер, Карл
Карл Нюландер (Carl Nylander; род. 3 марта 1932, Кунгсхольм) — шведский археолог. Доктор, иностранный член Американского философского общества (2000). С 1997 директор-эмерит Шведского института антиковедения. С 1983 координировал скандинавские раскопки храма Диоскуров на Римском форуме. Преподавал в колледже Брин-Мор и Копенгагенском университете. Получил степени Fil. lic и Fil.Dr. в Уппсальском университете.
Автор около 80 научных публикаций, в частности The Deep Well, переведенной со шведского в 1970-м. Автор предисловия к The roots of ethnicity : archaeology, genetics and the origins of Europe (Колин Ренфрю, 1993).
Среди др. работ:
- lonians in Pasargadae: studies in Old Persian architecture. Uppsala: [Uppsala Universitet], 1970. 176 pp. {Рец. David Bivar, }